# Célyne Fortin
Célyne Fortin, née le 30 août 1943 à La Sarre en Abitibi, est une poète et artiste visuelle québécoise, cofondatrice des Éditions du Noroît à Montréal,.

## Biographie
Née le 30 août 1943 à La Sarre en Abitibi, Célyne Fortin est une poète et artiste visuelle québécoise,. De 1971 à 1991, elle codirige les Éditions du Noroît aux côtés de René Bonenfant,,. En 2003, elle devient directrice de la collection « Le dire » aux Éditions Les Heures bleues.
En plus de publier de nombreux livres d'artistes, elle fait paraître plusieurs titres en poésie dont Femme fragmentée (Éditions du Noroît, 1982), D'elle en elles (Éditions du Noroît, 1989), Commandements, litanies et autres imprécations (Les Heures bleues, 2003) Un ciel laiteux (Éditions du Noroît, 2008), Femme infrangible : poèmes, 1982-2008 (Éditions du Noroît, 2012), Une autre fois le soleil (Éditions du Noroît, 2015) ainsi que Ici et au-delà (Les Heures bleues, 2016),,,,,.
Célyne Fortin est aussi l'auteure d'un recueil de nouvelles qui s'intitule Jours d'été (Éditions de la Pleine lune, 1998),. En littérature jeunesse, Fortin fait notamment paraître Le printemps de Filou et Filaine raconté par Tachenoire et Pattenlaire (Les Heures bleues, 2011) ainsi que Alex et Mauve : le lièvre (Les Heures bleues, 2013).
Elle signe plusieurs textes et dessins dans des revues littéraire au Québec, en France et en Allemagne (Estuaire, Possible, ZYZ, Le Sabord, Arcade, Osiris, RegArt, Poésie Europe) en plus de participer à plusieurs événements artistiques tant au Québec qu'à l'international,.
Fortin est Récipiendaire du Prix littéraire des professeurs de français dans la catégorie Poésie (pour Wabakin ou Quatre fenêtres sur la neige),.
Elle est membre de l'Union des écrivaines et des écrivains québécois.

## Œuvres

### Poésie
- Femme fragmentée, avec vingt-quatre dessins de l'auteure, Montréal, Éditions du Noroît, 1982, 117 p. (ISBN 2890180581)
- L'Ombre des cibles (histoire des mots), avec quatre dessins de l'auteure, Montréal, Éditions du Noroît, 1984, 77 p. (ISBN 2890180956)
- Au cœur de l'instant, avec douze dessins de l'auteure, Montréal, Éditions du Noroît, 1986, 165 p. (ISBN 2890181286)
- D'elle en elles, avec trois dessins de Dominique Blain, Montréal, Éditions du Noroît, 1989, 115 p. (ISBN 2890181731)
- Les intrusions de l'oeil, suivi d'un Petit traité de beauté, Montréal, Éditions du Noroît, 1993, 85 p. (ISBN 2-89018-276-2)
- Chanterelles, Outremont, Lanctôt, 2000, 87 p. (ISBN 2-89485-155-3)
- Commandements, litanies et autres imprécations, Montréal, Les Heures bleues, 2003, 119 p. (ISBN 2-922265-22-6 et 9782922265224)
- Un ciel laiteux, avec deux encres de Yechel Gagnon, Montréal, Éditions du Noroît, 2008, 71 p. (ISBN 978-2-89018-629-3)
- Femme infrangible : poèmes, 1982-2008, choix et présentation de Jean Chapdelaine Gagnon, Montréal, Éditions du Noroît, 2012, 166 p. (ISBN 9782890187535)
- Wabakin ou Quatre fenêtres sur la neige, Montréal, Les Heures bleues, 2013, 85 p.
- Une autre fois le soleil, avec six collages de l'auteure, Montréal, Éditions du Noroît, 2015, 80 p. (ISBN 9782890189508)
- Ici et au-delà, Montréal, Les Heures bleues, 2016, 89 p. (ISBN 9782924537299)

### Nouvelles
- Jours d'été, Lachine, Éditions de la Pleine lune, 1998, 132 p. (ISBN 2-89024-127-0)

### Livres d'artiste
- La Mine noire, Montréal, Célyne Fortin, 1980, 1 portfolio.
- L'Envers de la marche, avec sept dessins au pastel de l'auteure, Montréal, Éditions du Noroît, 1982, 11 p.
- Le livre des momies, Montréal, Célyne Fortin, 1983, 1 emboîtage.
- Secrète adhésion, Montréal, Éditions du Noroît, 1987, 10 p. (ISBN 2890181618)
- Une tête, linogravures, dessins et collages, conçus, réalisés et complétés par l'auteure, Montréal, Éditions du Noroît, 1989, 1 portefeuille.  (ISBN 2890181987)
- Mémoires océanes, avec une suite poétique d'Annie Molin Vasseur et des photographies de Maude Bonenfant, Saint-Lambert, Bonfort, 1998, 1 portfolio. (ISBN 292221902X)
- Île est un mot magique, avec des dessins de Jacqueline Thiaudière, Montréal, Silence, 2000, 19 p. (ISBN 2-920180-56-8)
- La Salade, Longeuil, Bonfort, 2002, 31 p. (ISBN 2-922219-08-9)

### Littérature jeunesse
- Le Printemps de Filou et Filaine raconté par Tachenoire et Pattenlaire, textes de Célyne Fortin avec les illustrations de Marie-Claude Demers, Montréal, Les Heures bleues, 2011, n.p. (ISBN 9782922265767)
- Alex et Mauve : le lièvre, textes de Célyne Fortin avec les illustrations de Marion Arbona, Montréal, Les Heures bleues, 2013, n.p. (ISBN 9782924063767)
- La Tortue : Alex et Mauve, avec des illustrations, Marion Arbona, Montréal, Les Heures bleues, 2019, n.p. (ISBN 978-2-922265-71-2)

## Prix et honneurs
- 2014 - Récipiendaire : Prix littéraire des professeurs de français dans la catégorie Poésie (pour Wabakin ou Quatre fenêtres sur la neige)[16],[17]